# 西田シャトナー
西田シャトナー（にしだシャトナー、1965年8月13日 - ）は、日本の劇作家、演出家、折り紙作家、俳優。大阪府出身。大阪府立北野高等学校卒業、神戸大学教育学部美術科中退。

## 人物
佐々木蔵之介、腹筋善之介などが所属していた劇団「惑星ピスタチオ」の座付作家演出家で、俳優としても多くの舞台に出演している。また、折り紙作家としても長く活動するなど、多彩な表現者として知られる。
名前の由来は、スタートレックのジェームズ・T・カークを演じるウィリアム・シャトナーから。

## 来歴
1990年、神戸大学在籍中に仲間と共に結成した劇団「惑星ピスタチオ」の脚本・演出担当として、脚本・演出家のキャリアをスタート。実験と娯楽の融合を標榜し、独自の表現手法を多く開発・命名した。小道具などを一切使わず、パントマイムと膨大な説明科白を駆使して場面描写や登場人物の心情を表現する「パワーマイム」と名付けた手法、そして一人多人数役を次々に切り替えながら多くの役をこなす「スイッチプレイ」等、肉体と想像力の限界に挑む演出手法が多い。中でも「カメラワーク演出」というまるで観客がクレーンで舞台の周りを回っているような錯覚を起こす演出は、従来の演劇では表現し得なかったダイナミックなシーンを可能にした。『破壊ランナー』（1993年初演）では、音速走行する近未来のスポーツレースを俳優の肉体表現のみで表現し、以後同作は西田の演出を象徴する作品となる。一人多役を意味するスイッチプレイは、主人公格の俳優が端役を演じるのみならず、筋肉やキスシーンの唇など身体の一部、床下の昆虫や水槽の中の魚などの生物、樹々や掃除ロッカーなどの無生物、さらには台風や宇宙船の爆発などの「現象」に至るまで、ありとあらゆる対象を演じるスタイルにまでに発展。これによって、演劇の常識を超えたさまざまな風景を舞台に出現させることが可能となった。劇団解散後にはそのような描写的演技を総称して「パワーマイム」と観客や後進から呼ばれることが多い。後年、舞台『弱虫ペダル』でも、主役格の俳優に自動販売機を演じさせ、商業演劇の演出に慣れた観客たちに驚きをもって迎え入れられることとなる。また、考案した表現手法に命名することにより現場で明確に技術化するやり方は、劇団解散後も引き続き行っている。
惑星ピスタチオ解散と同時期にスタートした即興演劇シリーズ「シャトナー研」はおよそ３０作品を制作し、自身も俳優として参加。音楽は俳優による生演奏を行うのが特徴で、ストーリーは明確に決まっており、セリフのみが即興である。西田本人は「物語の本質をより強く理解し上演するためのシステムであり、厳密には即興劇ではない」としている。このシリーズでは後に「脚本を書いた後にそれを即興劇に変換する」というスタイルの公演「シャトナー研EX」も行っており、このスタイルによる『サムライヘルメッツ』（2007年）では「名古屋演劇博覧会カラフル２」において「HighschoolMeeting賞」「ちくさ座賞」の２つの賞を受賞している。
2012年より、舞台『弱虫ペダル』（原作・渡辺航／少年チャンピオン連載）シリーズの脚本・演出を担当。当初周囲には、自転車レースを題材としたこの作品を演劇で表現することは不可能だろうと不安視する声が多かったが、西田はこれをハンドルだけを持った俳優と「カメラワーク演出」によって表現し、「自転車が見える」という評判を獲得。この演劇的表現にあふれた独創的演出に加え、各種パワーマイム表現や熱量あふれるカンパニーづくりも好評となり、漫画を原作とした演劇に新時代をもたらしたと言われる。この作品の登場とヒットを契機として、日本における漫画原作の演劇作品に実験表現系の演出家を投入する制作スタイルが多く登場することとなり、やがてそれは「２．５次元ミュージカル」もしくは「２．５次元演劇」と呼称される潮流となった。そのため西田と舞台『弱虫ペダル』は「２．５次元演劇の潮流の立役者」とも言われるが、西田本人はインタビューなどで「この潮流の源流は『ミュージカル・テニスの王子様』である」と述べている。
2016年に脚本・演出を担当した漫画原作作品『ALL OUT !!　THE　STAGE』（原作・雨瀬シオリ／月間モーニング・ツー連載）では、ラグビーの試合シーンを表現するにあたり、俳優全員にボールをもたせ、パントマイムによってパスワークを表現するというまたも常識を覆す演出手法を選択。日本を代表するマイム俳優であるいいむろなおきにもマイム指導で参加を請い、臨場感あふれる試合シーンを実現した。
2023年にはマイナー競技カバディを題材にした漫画『灼熱カバディ』を舞台化した舞台『灼熱カバディ』に、脚本監修・演出で参加。スポーツ漫画として比類ないクオリティに達したと評価される同作の躍動感を演劇に転化し、原作関係者・演劇ファンだけでなくカバディファン、カバディプレイヤーたちからも評価される作品となった。
2014年には、自身のオリジナル作品を上演するプロジェクト「SHATNER of WONDER」をスタート。同年、日本語堪能なフランス貴族が妄想演劇を繰り広げるという設定のフェイクコメディシリーズ「ムッシュ・モウソワール」を立ち上げた。さらに2016年には惑星ピスタチオ時代のプロデューサー・登紀子とのユニット「ジョー&マリプロジェクト」を開始した。
2001年保村大和超一人芝居『マクベス』、及び2014年鳥の劇場『R.U.R.ロボット』では、海外戯曲を西田自身の手で原書から翻訳し演出している。
2018年には、TVシリーズ『ルパン三世 PART5』にゲスト脚本家の一人とし参加し、第20話『怪盗銭形』を執筆。
翌2019年には、ルパン三世TVスペシャル第２７作「ルパン三世 プリズン・オブ・ザ・パスト」に脚本として参加した。
折り紙作家としての活動スタート時期は明言されていないが、小学生時代（1970年代）にすでに天才折り紙少年として日本折紙協会の会誌などに登場しており、受験生時代（1980年代）には『ファンロード』誌にいくつかの折り紙作品を投稿、数ページにわたって折り図の掲載を果たすなど、演劇活動に先んじた活動を行っている。生物を題材とした躍動感あふれる精密な作風で折り紙愛好家に知られ、現在は公式サイト内のWEBギャラリーで作品を発表しているほか、折紙作家としてのインタビュー記事やTV出演も多数に及ぶ。2009年以降には個展開催も行っている。なお、大学を中退した理由は卒論のテーマに折り紙を選ぼうとしたところ、担当教官に折り紙を芸術表現と認めてもらえずに却下されたことに腹を立てたからと記している。
2023年には、『エイリアン』『風に立つケンタウロス』の2作品が、ウィーン・オーストリア応用美術館『FALTEN展』にて３ヶ月にわたって展示された。

## 舞台 作・演出
- ファントム OF W（1990年1月）
- 熱闘!! 飛龍小学校（1990年12月、1992年10月、1994年8月）
- 白血球ライダー（1991年10月）
- 大音劇 黎明編（1991年12月）
- 大音劇 誕生編（1992年4月）
- 港のウィンダム（1992年2月）
- 信長華舞台（1992年8月・9月）
- 小林少年とピストル（1993年7月、1995年2月 - 4月）
- 破壊ランナー（1993年9月 - 10月、1994年12月 - 1995年1月、1999年6月 - 7月）
- コン・ティキ（1994年1月）
- 白血球ライダーDX（1994年3月・5月・7月）
- ナイフ（1995年9月 - 10月）
- ホントに？（1995年12月 - 1996年1月）
- ロボ・ロボ（1996年3月）
- 腹筋善之介一人芝居 『ファントム』（1996年）
- Believe（1996年9月 - 12月）
- 熱闘!! 飛龍小学校☆パワード（1997年5月 - 6月）
- WORLD（1997年9月 - 11月）
- 白血球ライダー2000（1999年10月 - 11月）
- 4人のN氏（2000年3月）

以上惑星ピスタチオ
- シャトナー研『例えばなし砦』（1999、2001、2004年）
- シャトナー研『ハムレット』（2000年）
- シャトナー研『感じわる大陸』（2000、2005年）
- シャトナー研『気持ちわる動物園』（2000年）
- シャトナー研『ジキル博士とハイド氏』（2001年）
- ふたりシャトナー研『こころ』（2002年）
- シャトナー研『偉い人草原』（2002年）
- シャトナー研『スターウォーズ・帝国の逆襲』（2003年）
- シャトナー研『白鯨』（2003年）
- ひとりシャトナー研『動物に喰われた男』（2003年）
- シャトナー研『バカの松岡』（2003年）
- シャトナー研『弥次さん喜多さんの奇妙な冒険』（2004年）
- シャトナー研『言いわけ大航海』（2005年）
- シャトナー研『辻つま山脈』（2005年）
- シャトナー研『帰れない先輩』（2005年）
- シャトナー研『コペルニクス鉄道』（2005年）
- シャトナー研『感じわる大陸』（2007年）
- シャトナー研EX　サムライヘルメッツ（2007年）

以上シャトナー研
- 吉本新喜劇 なんばグランド花月『トレンディでいこう』（1993年）
- 西田シャトナー東京冒険劇団『ジャム』（1996年）
- アプリコットプロデュース ハンサム5人芝居『Believe』（2000年）
- 保村大和超一人芝居『Believe』（2001年）
- 保村大和超一人芝居『マクベス』（2001年 翻訳・演出）
- イヌイヌ（2001年、2001年）
- 保村大和超一人芝居『カルメン』（2002年）
- LOVE THE WORLD『カラフル砂漠』（2002年）
- LOVE THE WORLD『ジャム』（2002年）
- LOVE THE WORLD『仮面劇リラックス』（2003年）
- LOVE THE WORLD『仮面劇フルーツ』（2003年）
- アルカイックホール・オクト・オリジナルミュージカル『CHILD☆JOE（熱闘!! 飛龍小学校☆パワード ミュージカル）』（2004年）
- 女豹プロデュース『ホントに？』（2005年）
- 西田シャトナー演劇研究所『ホントに？』（2005年）
- 遠坂百合子プロデュース・リリーエアライン『巨獣』（2006年）
- 吉本興業・うめだ花月・芝居もん『例えばなし砦』（2006年）
- 佐野キリコの演劇 着衣→ヌード『化石に関する5つの寓話』（2006年）
- よしもと新喜劇金のひよこLIVE『小林少年とピストル』（2006年）
- 西田シャトナー演劇研究所『宇宙猿』（2006年）
- 西田シャトナー冒険活劇研究所『小林少年とピストル』（2006年）
- サムライヘルメッツ（2007年）
- Pures『バレンタイン・キッス』（2007年）
- 東海テレビ笑劇革命FirstGIG『冷たい体の友人』（2008年）
- ちくさ座円劇祭『イヌイヌ』（2008年）
- ソラオの世界（2009,2010,2011）
- 円盤ライダー『W氏の帰れない夜』（2010年）
- 舞台版『銀河英雄伝説 第一章 帝国編』（2011年）
- キティフィルムプレゼンツ『破壊ランナー』（2012）
- 遠い夏のゴッホ（2013年2月 - 3月）
- エンゲキ555号『W氏の帰れない夜』（2013年4月23日 - 4月29日）
- 舞台『弱虫ペダル』シリーズ（原作／渡辺航）（2012年〜）
- 鳥の劇場『R.U.R.ロボット』（作／カレル・チャペック）（翻訳・演出）
- SHATNER of WONDER『ロボ・ロボ』（2014）
- Fight Alone4th『手帳に喰われた男』（2014年・一人芝居）
- SHATNER of WONDER『小林少年とピストル』（2015）
- ムッシュ・モウソワール『ブラック・ベルト』（2015）
- Fight Alone5th『バナナに喰われた男』（2015年・一人芝居）
- SHATNER of WONDER『ロボ・ロボ』（2016）
- ジョー＆マリプロジェクト『『熱闘！！ 飛龍小学校☆パワード』（2016）
- SHATNER of WONDER『ソラオの世界』（2016）
- ムッシュ・モウソワール『レッド・ジャケット』（2016）
- SHATNER of WONDER『破壊ランナー』（2017）
- 『ALL OUT!! THE STAGE』原作／雨瀬シオリ）（2016）
- SHATNER of WONDER『遠い夏のゴッホ』（2017）
- 舞台『灼熱カバディ』（2022）
- うわの空・藤志郎一座『ふたり芝居縛り』（2025年）[3]

## 舞台演出
- チェリー・ボウル（1990年8月 腹筋善之介脚本）
- モダネラ（1991年4月 平和堂ミラノ脚本）
- レコンキスタ（1993年2月 平和堂ミラノ脚本）
- 満月の都（1995年6月 平和堂ミラノ脚本）
- 大切なバカンス（1998年4月 - 6月 平和堂ミラノ脚本）

以上惑星ピスタチオ
- 『3P』（2003年）『ハートに火をつけて』（2004年）『黒くやれ』（2005年）東京ハートブレイカーズ
- 『地蔵さんが転んだ』愛知県文化振興事業団プロデュース（2005年）
- 小説歌劇「桜の森の満開の下」佐野キリコの演劇 着衣→ヌード （2005年）
- 『R.U.R.ロボット』名古屋シアター・アーツ（2009年）
- 『R.U.R.ロボット』鳥の劇場（2014年／翻訳も）
- 『秋田弁ひとり芝居 なまはげシラノ~ほろげば』（脚本・出演／進藤則夫（2023年）

## 脚本
- 「ルパン三世 PART5」第20話『怪盗銭形』（2018年）
- 「ルパン三世 プリズン・オブ・ザ・パスト」（2019年）

## 俳優
- シャトナー研全公演(1999年〜）
- 永盛丸プロデュース『大胸騒ぎ』(2002年）
- ピースピット『タイガー』（2002年）
- 永盛丸プロデュース『青木さん家の奥さん』(2002年）
- "NEXT"『アメリカン・ブルース』（2002年）
- 石原正一ショー＆希ノボリコ『おさかなビリー特別編』（2002年）
- ブレインディック『U-22』（2002年）
- 大阪府 府民劇場『ふたりのベートーベン』（2002年）
- コリボの木『ケーキ！ケーキ!!ケーキ!!!ケーキ!!!!ケーキ!!!!!』（2003年）
- スクエア『打つ手なし』（2003年）
- KUDAN Project『百人芝居◎真夜中の弥次さん喜多さん』（2005年）
- 七里ヶ浜オールスターズ「双魚」（2006年）
- Pures『終わらない僕たちの夜〜The spring time of life〜』（2006年）
- 突び出せ！怪人社『ガラスのメカ』（2006年）
- パレスチナ・キャラバン『パレスチナの秋（とき）』(2007年）
- 映画 ジョゼと虎と魚たち
- 『ハンサム落語 2021』（2021年）
- 紙芝居『22．GOD』（2023年ワワフラミンゴ公演「失くしもの」にて）

## 折り紙作家
- 作品展『22.5度の宇宙』（2009年 墨東まち見世ロビーイベント）
- 作品展『22.5度の宇宙 II』（2010年 六本木カフェ フランジ・パニ）
- 政府広報誌Highlighting Japan2011,August号（インタビュー）（2011年）
- 日本テレビ「人生が変わる1分間の深いい話」アート特集出演（2011年）
- 作品展『22.5度の宇宙 III』 荒川区ARAKAWA 1-1-1ギャラリー企画展(2012年）
- 京都テレビ「ヨーロッパ企画の暗い旅」「間違っていないツルを折る旅」回に出演(2012年）
- 東京新聞（2012年10月13日夕刊文化欄で特集）
- 中日新聞(2012年10月18日夕刊トップで特集）
- テレビ朝日「やじうまテレビ！」（2012年11月情報コーナーに出演）
- フジTV「めざましTV」（2012年11月2日情報コーナーに出演）
- 日本テレビ「スッキリ！」（2012年11月2日情報コーナーに出演）
- 名古屋テレビ「ドデスカ」（2012年11月30日街の達人コーナーに出演）
- WOWOW「ザ・プライムショー」（2013年折り紙特集に出演）
- 作品展『22.5°の宇宙』（2013年 諸橋近代美術館特別展）
- 『相鉄瓦版』第231号インタビュー（2015年）
- AGARUTV『SUGARと辛酸なめ子のあまから秘宝館』ゲスト出演（2018年）
- ウィーン・オーストリア応用美術館『FALTEN展』に出展（2023年）